# Aphthonoides sumatranus
Aphthonoides sumatranus es un coleóptero de la familia Chrysomelidae.
Fue descrita científicamente por primera vez en 2005 por Doeberl.